# شمال أفريقيا البيزنطية

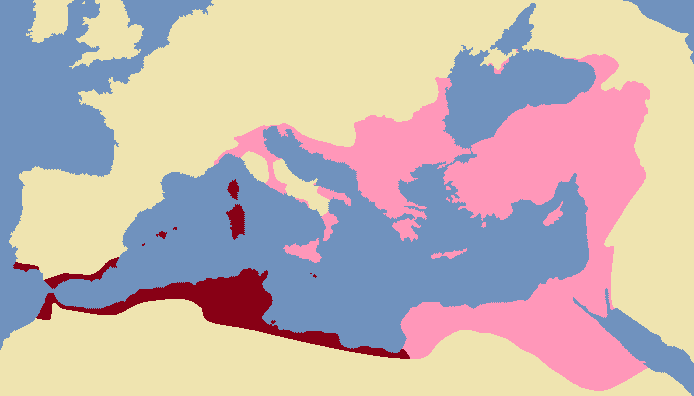
شمال أفريقيا البيزنطية نحو 600 ميلادية

امتد الحكم البيزنطي في شمال أفريقيا نحو 175 سنة. بدأ في عامي 533/534 حين استعادت الإمبراطورية الرومانية الشرقية (البيزنطية) أراضٍ تابعة سابقًا للإمبراطورية الرومانية الغربية في عهد جستنيان الأول، وانتهى في عهد جستنيان الثاني بعد غزو قرطاج (698) وآخر المعاقل البيزنطية، لا سيما سبتم (708/711)، ضمن سياق التوسع الإسلامي.
توافق الهيكل الإداري للمنطقة في بدايته مع الهياكل الإدارية الرومانية المتأخرة النموذجية التي استمرت منذ 300 سنة. تولّى الحاكم البريتوري السلطات المدنية، بصفته أعلى سلطة إدارية مدنية في الإمبراطورية الرومانية المتأخرة. أما السلطات العسكرية، فكانت بيد قائد عسكري يُعرف باسم «قائد الجنود في إفريقيا». اندمجت هاتان السلطتان في منصب واحد اعتبارًا من عام 591 على أبعد تقدير، وأصبحت شمال أفريقيا الشرقية الرومانية معقلًا لإحدى إقطاعيتين أسّسهما الإمبراطور الروماني الشرقي موريس (582–602) لمواجهة آثار التوسع الإمبراطوري المفرط من خلال الدمج واللامركزية. لم تطرأ أي تغييرات إضافية على هذه الهياكل الإدارية حتى نهاية الحكم البيزنطي.
اكتسبت استعادة هذه المنطقة أهمية استراتيجية واقتصادية كبيرة، وكانت من أكثر الفتوحات ديمومة في الغرب. ففي حين تأسست مملكة اللومبارد في أجزاء من إيطاليا التابعة للرومان الشرقيين بعد عام 568، وانتهى الحكم الروماني الشرقي في جنوب إسبانيا خلال الحرب الرومانية الفارسية الأخيرة والأكثر يأسًا، ظلت المناطق التي أُعيد فتحها في المغرب العربي خاضعة بالكامل لسيطرة الرومان الشرقيين حتى الفتح الإسلامي. وبهذا أصبحت المنطقة الركيزة الأساسية للقوة الرومانية/البيزنطية الشرقية في الغرب.

## الوضع الأولي
نتج التأسيس السريع للحكم الروماني الشرقي في منطقة المغرب اليوم عن تزايد الفراغ السياسي في المقاطعات الأفريقية التي كانت تابعة للإمبراطورية الغربية السابقة والدولة الجرمانية التي خلفتها، دولة الوندال، والتي اتّسمت أساسًا بانهيار القوة الإقليمية والهياكل الإدارية.

### شمال أفريقيا الغربية الرومانية السابقة في نهاية القرن الخامس وبداية القرن السادس
مع تقسيم الإمبراطورية الرومانية عام 395، أصبحت جميع المناطق الرومانية في إفريقيا الواقعة غرب سرت الكبرى جزءًا من الإمبراطورية الرومانية الغربية. وتحديدًا، شملت هذه المقاطعات: طرابلس، وبيزاسينا، وزيوجيتانا (المعروفة أيضًا باسم المقاطعة البريتورية أو إفريقيا البريتورية)، ونوميديا، وموريتانيا سيتيفنسيس، وموريتانيا القيصرية، وموريتانيا الطنجية. ويُنظر إلى هذه المقاطعات، جزئيًا على الأقل، بوصفها قلب الإمبراطورية الغربية، نظرًا إلى دورها في تزويد إيطاليا بالحبوب، وإسهامها الكبير في عائدات الضرائب للإمبراطورية. اعتبارًا من عام 429، دخلت هذه المناطق في دوامة من الاضطرابات السياسية الناتجة عن هجرة الشعوب، بعد عبور الوندال إلى الإقليم. وبعد اغتيال الإمبراطور فالنتينيان الثالث في عام 455، لم تعد أي منطقة في إفريقيا خاضعة لحكم الإمبراطورية الرومانية الغربية.

#### حكم الوندال
في أجزاء من شمال أفريقيا الرومانية الغربية عام 439، أسّس الوندال بقيادة ملكهم جنسريق إمبراطورية مستقلة حكمها مقاتلون كانت غالبيتهم من الجرمان. أحكمت مملكة الوندال سيطرتها على منطقة البحر الأبيض المتوسط الغربية بفضل أسطولها البحري القوي، وبسطت نفوذها على كورسيكا وسردينيا وجزر البليار والطرف الغربي من صقلية. اكتسب هذا الوضع أهمية بالغة بالنسبة إلى روما الغربية، إذ كانت أفريقيا مقاطعة غنية ومتحضرة للغاية؛ فبالإضافة إلى إنتاج الزيتون، شكّلت المقاطعة مصدرًا رئيسيًا للحبوب لروما الغربية، ولا سيما لإيطاليا، ما منحها أهمية محورية.
في عام 441، أخفقت محاولة شنّتها الإمبراطورية الرومانية الشرقية لهزيمة أسطول الوندال وإنهاء حكمهم. وبدلًا من ذلك، اضطرت الإمبراطورية الرومانية الغربية إلى الاعتراف بسيطرة الوندال على شرق نوميديا بموجب معاهدة أُبرمت عام 442. في عام 468، أصبحت مملكة الوندال هدفًا لهجوم مشترك واسع النطاق، قادته الإمبراطورية الغربية بقيادة أنثيميوس، والإمبراطورية الرومانية الشرقية بقيادة ليو الأول. إلا أن هذه الحملة ضد الوندال انتهت بفشل ذريع، ويرجع ذلك أساسًا إلى نجاح الملك الوندالي جايزريك في إحراق الأسطول الروماني الكبير.
بعد أن شنّ الوندال غارات على سواحل إيليريكوم التابعة للإمبراطورية الرومانية الشرقية (وربما أيضًا نتيجة فشل حملة رومانية أخرى أصغر عام 470)، منح الإمبراطور الروماني الشرقي زينو، بموجب معاهدة «فيدوس» عام 475، حق ملكية مقاطعة إفريقيا والجزر التابعة لها لعائلة جايزريك؛ وبهذا، لم تندلع أي صراعات بين مملكة الوندال والإمبراطورية الرومانية الشرقية طوال العقود التالية.
خلال 94 سنة من وجودها، اتّسمت مملكة الوندال بصراعات سلالية على الحكم، والأهم من ذلك، بالتباين بين سكان نيقية الرومان والوندال الذين، رغم اعتناقهم المذهب الروماني، تمسّكوا بالعقيدة الآريوسية المسيحية. بالإضافة إلى ذلك، واجهت المملكة صعوبات كبيرة في الدفاع عن حدودها الوطنية ضد البربر، وفي السيطرة على البربر الخاضعين لحكمها. وأدّت هذه الأوضاع إلى لجوء كبار ملاك الأراضي وصغار المزارعين على السواء إلى تحصين مزارعهم. إلا أنه وعلى خلاف التقاليد القديمة، لم تكن فترة مملكة الوندال زمنًا لانحدار اقتصادي خطير، إذ استمرت العلاقات التجارية، وإن كانت محدودة على الأرجح بفعل استقلال المملكة وسياستها الخارجية العدوانية، خصوصًا خلال عهد الملك جايزريك.

#### المناطق الرومانية البربرية
في السنوات التي أعقبت عام 439، بقيت نوميديا ومقاطعات موريتانيا القديمة في البداية تحت الحكم الروماني الغربي. خلال هذه الفترة، وافق الإمبراطور الروماني الغربي فالنتينيان الثالث على منح كبار ملاك الأراضي الحق في تشكيل جيوش خاصة، على أمل أن يشنّوا هجمات على أراضي الوندال. بعد اغتيال فالنتينيان الثالث، أدّى هذا الوضع، الذي اتّخذه كبار ملاك الأراضي والمشابه لأمراء الحرب، إلى تفكك هذه المقاطعات إلى عدة إمارات صغيرة، اعتُبرت بربرية من قِبل سكان باقي مناطق البحر الأبيض المتوسط، لا سيما في محيط قرطاج.
استولى الوندال مباشرة على نوميديا والمناطق الساحلية من مقاطعات موريتانيا، إلا أنّ بعض هذه المناطق انفصل عن مملكة الوندال بعد وفاة الملك الوندالي هونيريك في عام 484. استمرت المناطق الرومانية البربرية في التواجد ضمن المقاطعات الموريتانية، وفي مقدّمتها المملكة المورية الرومانية وعاصمتها ألتافا، التي ازدادت أهميتها حتى سبعينيات القرن السادس.
جرى الآن دحض الفكرة التي تنسب طابعًا بربريًا حصريًا إلى هذه المناطق، إذ إن معظمها لم يخضع لحكم الوندال، وكانت في الأصل تابعة للإمبراطورية الرومانية الغربية. أظهرت المناطق المحيطة بألتافا، إلى جانب ليكسوس وفولوبيليس في أقصى غرب موريتانيا الطنجية، استمرار الروابط التجارية القديمة، ووجود نقوش لاتينية على القبور، في بعض الحالات حتى عام 655. إضافةً إلى ذلك، استقبلت الممالك الصغيرة في هذه المنطقة أعدادًا كبيرة من الرومان الذين تعرّضوا للاضطهاد على يد الوندال لأسباب دينية وغيرها.

### نهاية مملكة الوندال
في سنواتها الأخيرة، أحاطت بمملكة الوندال ممالك رومانية-بربرية صغيرة معادية، وتعرّضت لهجمات متواصلة منها. وفي عهد ملك الوندال قبل الأخير، هيلديريك، الذي سعى إلى التوصل إلى تسوية مع الإمبراطورية الشرقية والتخلّي عن العقيدة الآريوسية، تفاقمت الصعوبات السياسية، سواء الخارجية أو الداخلية، في إمبراطوريته بشكل كبير، إذ أدّت هزيمة الوندال أمام البربر إلى الإطاحة به على يد جيليمر عام 530.
من ناحية أخرى، واجه آخر ملوك الوندال، جيليمر، بعد الانقلاب، ليس فقط تهديد البربر، بل اضطر أيضًا إلى إرسال جزء من جيشه وأسطوله إلى سردينيا لقمع تمرد قاده النبيل غودا هناك. وفي الوقت نفسه، اضطر إلى التعامل مع تمرد آخر قاده حاكم طرابلس، برودينتيوس، الذي اكتفى في البداية بمتابعة تطورات الأوضاع دون تدخل.